# Fraktionsstatus in deutschen Landesparlamenten
Die folgende Liste bietet eine Übersicht über die Mindestvoraussetzungen, die im jeweiligen Bundesland erfüllt sein müssen, damit ein Zusammenschluss von Abgeordneten des entsprechenden Landesparlaments den Status einer Fraktion erhält.
Anmerkung: „… einer Partei“ meint in dieser Liste durchgängig „… ein und derselben Partei“ bzw. „… ein und derselben Wählergruppe“
| Landesparlament                  | Mindestvoraussetzungen |
| -------------------------------- | --- |
| Landtag von Baden-Württemberg    | 6 Abgeordnete einer Partei |
| Bayerischer Landtag              | Abgeordnete einer Partei, die bei der vorausgegangenen Landtagswahl mindestens 5 Prozent der Gesamtstimmenzahl und mindestens fünf Sitze erreicht hat. |
| Abgeordnetenhaus von Berlin      | So viele Abgeordnete einer Partei bzw. Abgeordnete, die von einer Partei als Wahlbewerber aufgestellt worden sind, dass sie mindestens 5 Prozent der Mitglieder-Mindestzahl des Abgeordnetenhauses entsprechen (nach Zustimmung des Abgeordnetenhauses auch Abgeordnete, die nicht derselben Partei angehören bzw. von derselben Partei als Wahlbewerber aufgestellt worden sind). Der Zusammenschluss von weniger Abgeordneten zu einer Gruppe ist möglich. |
| Landtag Brandenburg              | 5 Abgeordnete einer Partei, politischen Vereinigung oder Listenvereinigung bzw. Abgeordnete, die von einer Partei/politischen Vereinigung/Listenvereinigung als Wahlbewerber aufgestellt worden sind. Eine Fraktion kann auch aus 4 Abgeordneten bestehen, wenn deren Partei/politische Vereinigung/Listenvereinigung bei der vorausgegangenen Landtagswahl einen Gesamtzweitstimmenanteil von mindestens fünf Prozent erreicht hat. (Nach Zustimmung des Landtags ist auch eine abweichende Zusammensetzung möglich.) Der Zusammenschluss von mindestens 3 Abgeordneten zu einer Gruppe ist möglich. |
| Bremische Bürgerschaft           | 5 Abgeordnete einer Partei bzw. Abgeordnete, die von einer Partei als Wahlbewerber aufgestellt worden sind. (Nach Zustimmung der Bürgerschaft ist auch eine abweichende Zusammensetzung möglich.) Der Zusammenschluss von mindestens 3 Abgeordneten zu einer Gruppe ist möglich. |
| Hamburgische Bürgerschaft        | So viele Abgeordnete, dass sie mindestens 5 Prozent der Mitglieder-Mindestzahl der Bürgerschaft entsprechen. Der Zusammenschluss von weniger Abgeordneten zu einer Gruppe ist möglich, wenn auf die Abgeordneten mindestens ein Sitz in einem Ausschuss entfällt. |
| Hessischer Landtag               | 5 Abgeordnete |
| Landtag Mecklenburg-Vorpommern   | 4 Abgeordnete |
| Niedersächsischer Landtag        | Abgeordnete einer Partei, die bei der vorausgegangenen Landtagswahl den nach dem Landeswahlgesetz erforderlichen Anteil an der Gesamtstimmenzahl erreicht hat (5 Prozent). |
| Landtag Nordrhein-Westfalen      | So viele Abgeordnete, dass sie mindestens 5 Prozent der Mitgliederzahl des Landtags entsprechen. (Ausnahmen können vom Landtag beschlossen werden.) |
| Landtag Rheinland-Pfalz          | 5 Abgeordnete |
| Landtag des Saarlandes           | 2 Abgeordnete |
| Sächsischer Landtag              | 7 Abgeordnete einer Partei bzw. Abgeordnete, die aufgrund von Wahlvorschlägen einer Partei in den Landtag gewählt wurden. (Die Abgeordneten einer Partei bzw. die Abgeordneten, die aufgrund von Wahlvorschlägen einer Partei in den Landtag gewählt wurden, dürfen nicht mehrere Fraktionen bilden.) |
| Landtag von Sachsen-Anhalt       | 5 Abgeordnete einer Partei oder Listenvereinigung bzw. Abgeordnete, die von einer Partei/Listenvereinigung als Wahlbewerber aufgestellt worden sind, wobei die Partei/Listenvereinigung bei der vorausgegangenen Landtagswahl den nach dem Landeswahlgesetz erforderlichen Anteil an der Gesamtstimmenzahl erreicht haben muss (5 Prozent). (Nach Zustimmung des Landtags ist auch eine abweichende Zusammensetzung möglich.) |
| Schleswig-Holsteinischer Landtag | Abgeordnete einer Partei, die mit mindestens 4 Abgeordneten im Landtag vertreten ist. (Nach Zustimmung des Landtags ist auch der Zusammenschluss von Abgeordneten, die nicht derselben Partei angehören, möglich.) Dem oder den Abgeordneten einer Partei der dänischen Minderheit stehen die Rechte einer Fraktion zu. |
| Thüringer Landtag                | So viele Abgeordnete einer Partei oder Liste, dass sie mindestens 5 Prozent der Mitglieder-Mindestzahl des Landtags entsprechen. |

Zum Vergleich: Im Deutschen Bundestag wird eine Fraktion von mindestens fünf Prozent der Bundestagsmitglieder gebildet, bei mindestens drei Abgeordneten und weniger als fünf Prozent der Sitze wird von einer Gruppe gesprochen. Derzeit bestehen fünf Fraktionen im Bundestag.